# 马讷
马讷（法語：Mane，法語發音：[man] ⓘ）是法国上普罗旺斯阿尔卑斯省的一个市镇，位于该省西南部，属于福卡尔基耶区。

## 地理
马讷（43°56'18"N, 5°46'3"E）面积22 平方千米，位于法国普罗旺斯-阿尔卑斯-蓝色海岸大区上普罗旺斯阿尔卑斯省，该省份为法国东南部内陆省份，北起上阿尔卑斯省，西接沃克吕兹省，西北接德龙省，南至瓦尔省，东临滨海阿尔卑斯省，东北部与意大利接壤。
与马讷接壤的市镇（或旧市镇、城区）包括：多凡、福卡尔基耶、利芒、勒韦斯代布鲁塞、圣迈姆、圣米歇尔-洛布塞瓦图瓦尔。

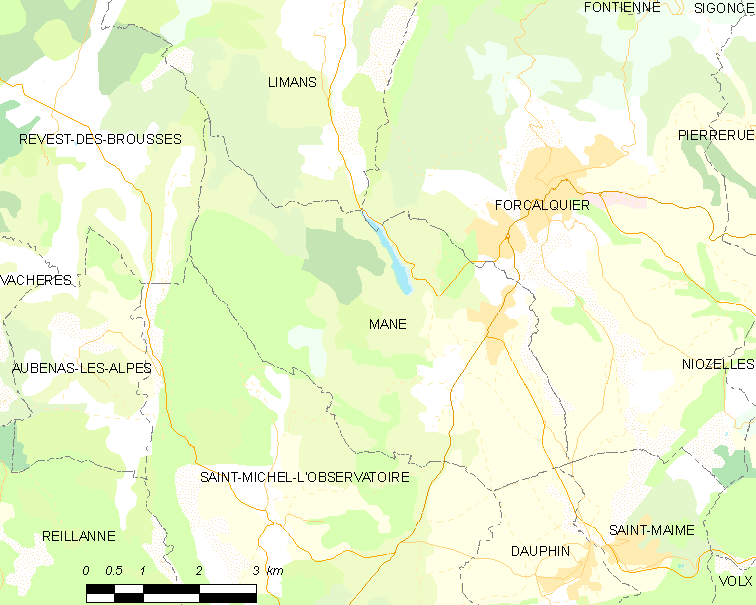
马讷的OSM定位图

马讷的时区为UTC+01:00、UTC+02:00（夏令时）。

## 行政
马讷的邮政编码为04300，INSEE市镇编码为04111。

## 政治
马讷所属的省级选区为雷亚讷县。

## 人口

1962-2008年间马讷人口变化图示

马讷于2022年1月1日时的人口数量为1390人。